# Luis Guillermo Salazar
Luis Guillermo Salazar (Callao, Perú; 23 de junio de 1928-16 de agosto de 1989) fue un futbolista peruano. Desempeñó como delantero en la punta izquierda en clubes del Perú como el Club Atlético Chalaco y el Sport Boys Association. Y en Colombia en el Deportivo Cali.

## Trayectoria
Inició en el futbol del Callao con Atlético Barrio Frigorífico. Para luego pasar al futbol de Colombia con el Club Deportivo Cali, luego a Venezuela, con el Deportivo Español, regresando al Perú para Jugar por el Club Atlético Chalaco, Sport Boys Association y el Club Alianza Lima. Después, emigró a Ecuador y al volver se retiró en el Atlético Sicaya (Callao).
El tigrillo' Salazar era un estupendo caballero y de un carisma impactante en el gremio femenil por sus ojos claros, motivo de su apelativo de 'tigrillo'.

## Clubes
| Club                          | País      | Temporada |
| ----------------------------- | --------- | --------- |
| Atlético Barrio Frigorífico   | Perú      | 1944-1946 |
| Club Unión Callao de Deportes | Perú      | 1947      |
| Deportivo Cali                | Colombia  | 1948-1952 |
| Deportivo Español             | Venezuela | 1953      |
| Deportivo Cali                | Colombia  | 1954      |
| Club Atlético Chalaco         | Perú      | 1955      |
| Sport Boys Association        | Perú      | 1956      |
| Club Alianza Lima             | Perú      | 1957      |
| Club Atlético Chalaco         | Perú      | 1958-1959 |
| América                       | Ecuador   | 1961      |
| Atlético Manabí               | Ecuador   | 1962      |
| Atlético Sicaya               | Perú      | 1965      |